# Герб Монастирищенського району
Герб Монастирищенського району — офіційний символ Монастирищенського району, затверджений 17 серпня 2001 р. рішенням сесії районної ради.

## Опис
На лазуровому щиті золотий сонячний диск з п'ятьма променями у верхній частині, супроводжуваний по сторонам колосками пшениці, спрямованими догори; поверх сонця стилізований сигль "М". Диск сонця, колоски та сигль огортає стрічка з датою "1923". Під стрічкою вміщено три перевернуті зубці фортеці.